# بياضة (فلم)
فيلم مصري تم عرضه في 4 مايو 1981 ومدة الفيلم 95 دقيقة من تاليف كمال كريم. واخراج أحمد ثروت.
هذا الفيلم هو آخر فيلم يظهر فيه الموسيقار عبد العزيز محمود، وكان ذلك بناءً على طلب منتجة الفيلم فاتن فريد، وهي المرة الأولى التي يظهر فيها في فيلم بعد فيلم عروسة المولد عام 1954.

## قصة الفيلم
تدور قصته حول فتاة تُدعى «بياضة -يسرا»، التي تمتلك مطعمًا بسيطًا في بلدتها، ويقوم خطيبها «حسن- رشدي أباظة» بصيد الأسماك، يصل إلى البلدة بعض الأجانب بحجة البحث عن جثة جدهم في قاع البحر ويعاونهم إلا أنهم في حقيقة الأمر يعملون بتهريب الذهب.

## طاقم العمل

### أبطال الفيلم
- رشدي أباظة
- يسرا
- محمد رضا
- وحيد سيف
- فاروق يوسف
- آمال شريف
- عبدالعزيز محمود
- عز الدين إسلام
- سمير سعد الدين
- فكري طه
- سعد منيب
- إبراهيم قدري
- أميمة سليم
- جميل عز الدين
- ليلى مختار
- أحمد حماية
- محمد عبدالرحيم
- فاروق سليمان
- نعيم عيسى
- محمد السيسي
- الطوخي توفيق
- سيد الصاوي
- محمود عباس
- سهير رضا

### إخراج
- أحمد ثروت.    (مخرج)
- ملاك أندراوس.    (مساعد مخرج)
- عبد الحليم النحاس.   (مساعد مخرج ثان)
- محمد ثروت.    (مساعد مخرج ثان)
- سيد توفيق.    (كلاكيت)

### صوت
- نصري عبد النور.    (كبير مهندسي الصوت)
- جميل عزيز.    (مهندس الصوت)
- تركي عبد الرحمن. (مسجل الحوار)
- عبد العزيز عمار.  (مسجل الحوار).

### إنتاج
- أفلام السلام (حسن أمين إمام وشركاه).   (الإنتاج)
- فاتن فريد.  (منتجة)
- طلعت السيد.   (م. إنتاج)
- شعبان عباس.    (مدير الإنتاج)

### ماكياج
- حمدي أحمد.    (ماكيير)
- سيد مسعود.    (كوافير)
- محسن شعبان.    (مساعد ماكيير)

### مونتاج
- عبد العزيز فخري    (مونتير)
- وداد راغب.    (نيجاتيف)
- أحمد فتحي إبراهيم.   (مركب الفيلم)

### موسيقى
- فؤاد الظاهري.   (موسيقى تصويرية)
- يسرا.  (غناء)
- عبد العزيز محمود.     (ألحان وغناء)

### تأليف
- كمال كريم.     (قصة وسيناريو وحوار)
- كمال عطية.     (كلمات الأغاني)
- عبد المجيد الشريف.   (كلمات الأغاني)

### معمل
- معامل مدينة السينما (مدينة السينما).    (الطبع والتحميض)
- عفيفة عبد العزيز.     (مصحح الألوان)
- حسن عيسى.    (مدير المعامل)

### تصوير
- كمال كريم.      (مدير التصوير)
- محمد خليل.     (م. مصور)

### أدوار متعددة
- حسن الشاعر.    (مؤثرات لايف)
- محمد بكر.     (مصور فوتوغرافيا)
- عباس عبد الرحمن.      (إكسسوار)
- أفلام السلام (حسن أمين إمام وشركاه.  (موزع)
- الشحري.    (العناوين)
- جلال زهرة.      (ريجيسير)

## وصلات خارجية
- مقالات تستعمل روابط فنية بلا صلة مع ويكي بيانات
- بياضةعلى موقع الدهليز